# Вовчок високий
Вовчок високий (Orobanche elatior) — вид рослин з родини вовчкових (Orobanchaceae), поширений у Європі, західній, середній Азії, Алтаї, Китаї.

## Опис

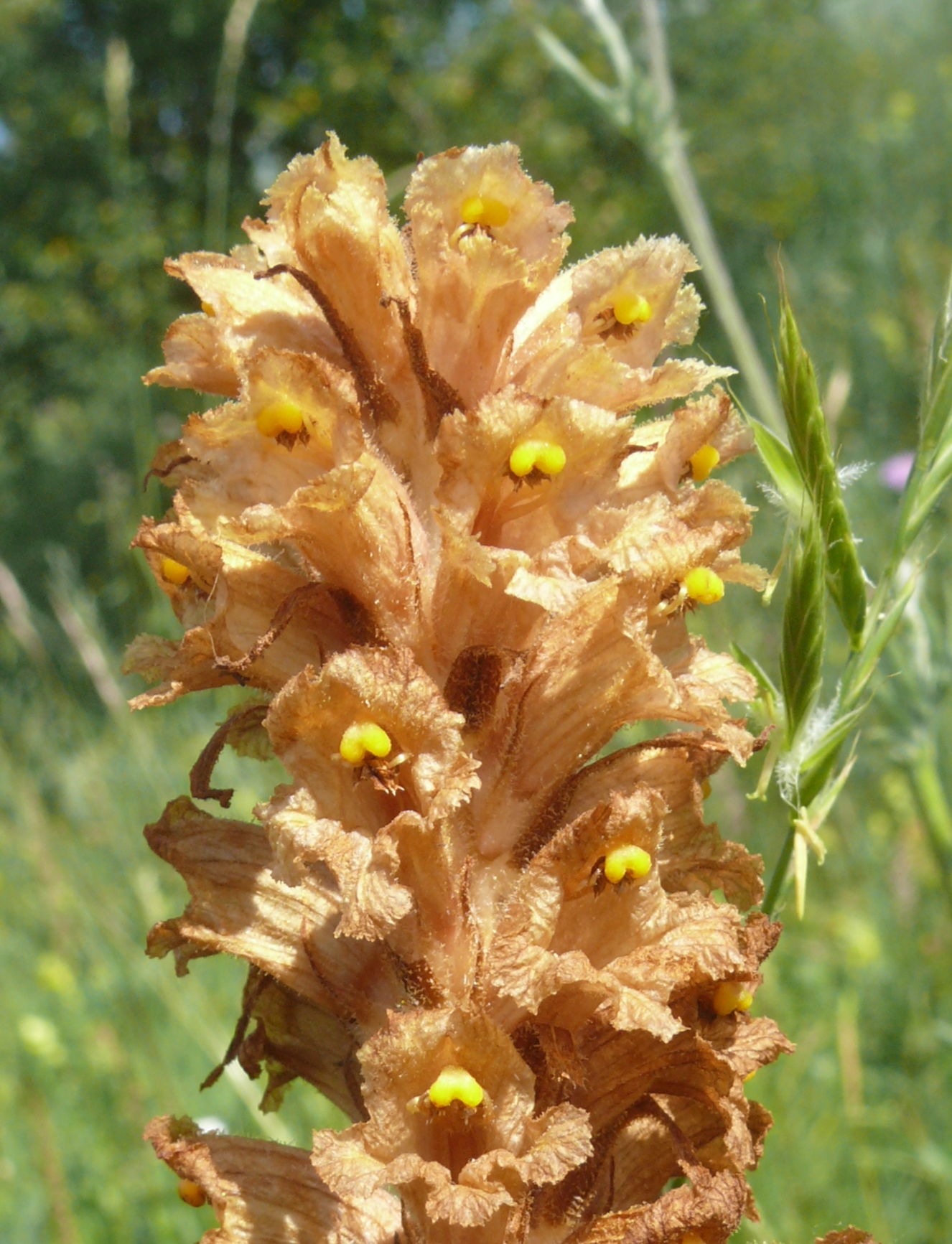
суцвіття

Багаторічна рослина заввишки 15–45 см. Стебло прямостійне, густо залозисто запушене, біля основи потовщене, червонувате. Листки яйцевидно-ланцетні, 1.5–2 см × ≈ 4 мм, разом із приквітками і чашечкою густо залозисто запушені на нижній поверхні листа і на краю. Суцвіття густе, багатоквіткове, 6–15 см. Віночок у зіві широко відкритий, 15–22 мм завдовжки, блідо-жовтий, з рожевим відтінком, у сухому стані коричневий. Рильце жовте, 2-лопатеве, бархатисто-бородавчасте, чашолисток з вільними 2-зубчастими широкими частками. Коробочка довгаста, 1–1.2 см × 3–4 мм. Насіння довгасте, ≈ 0.4 × 0.3 мм. 2n = 38.

## Поширення
Поширений у Європі, західній, середній Азії, Алтаї, Китаї.
В Україні вид зростає на степових і кам'янистих схилах — Закарпатська обл. (хр. Свидовець; Тячівський р-н, с. Німецька Мокра), рідко; у Лісостепу, Степу, і Криму, б.-м. зазвичай. Паразитує на коренях волошок і головатенів.